# 1. Bundesliga 2006-07
La 1. Bundesliga 2006-07 fue la 44.ª edición de la Fußball-Bundesliga, la mayor competición futbolística de Alemania. El campeonato inició el 11 de agosto de 2006 y finalizó el 19 de mayo de 2007, y fue disputado por 18 equipos.
Stuttgart se consagró campeón en la última jornada al superar como local por 2-1 a Energie Cottbus. De esta forma, se quedó con su quinto título en primera división, siendo esta su tercera Bundesliga.

## Equipos
| Pos | Descendidos de 1. Bundesliga |
| --- | ---------------------------- |
| 16º | Kaiserslautern               |
| 17º | Colonia                      |
| 18º | Duisburgo                    |

| Pos | Ascendidos de 2. Bundesliga |
| --- | --------------------------- |
| 1º  | Bochum                      |
| 2º  | Alemannia Aquisgrán         |
| 3º  | Energie Cottbus             |

| Equipo                   | Ciudad          | Estadio                  | Aforo  |
| ------------------------ | --------------- | ------------------------ | ------ |
| Alemannia Aquisgrán      | Aquisgrán       | Estadio Antiguo Tivoli   | 21 300 |
| Arminia Bielefeld        | Bielefeld       | SchücoArena              | 28 008 |
| Bayer Leverkusen         | Leverkusen      | BayArena                 | 22 500 |
| Bayern de Múnich         | Múnich          | Allianz Arena            | 69 901 |
| Bochum                   | Bochum          | Ruhrstadion              | 31 328 |
| Borussia Dortmund        | Dortmund        | Signal Iduna Park        | 80 708 |
| Borussia Mönchengladbach | Mönchengladbach | Borussia Park            | 54 067 |
| Eintracht Fráncfort      | Fráncfort       | Commerzbank-Arena        | 52 300 |
| Energie Cottbus          | Cottbus         | Stadion der Freundschaft | 22 450 |
| Hamburgo                 | Hamburgo        | AOL Arena                | 57 274 |
| Hannover 96              | Hannover        | AWD-Arena                | 49 000 |
| Hertha Berlín            | Berlín          | Olympiastadion           | 74 228 |
| Maguncia 05              | Maguncia        | Bruchwegstadion          | 20 300 |
| Núremberg                | Núremberg       | easyCredit-Stadion       | 47 559 |
| Schalke 04               | Gelsenkirchen   | Veltins-Arena            | 61 673 |
| Stuttgart                | Stuttgart       | Estadio Gottlieb Daimler | 58 000 |
| Werder Bremen            | Bremen          | Weserstadion             | 42 358 |
| Wolfsburgo               | Wolfsburgo      | Volkswagen-Arena         | 30 000 |

### Equipos porEstados federados
| Región                      | N.º | Equipos |
| --------------------------- | --- | --- |
| Renania del Norte-Westfalia | 7   | Alemannia Aquisgrán, Arminia Bielefeld, Bayer Leverkusen, Bochum, Borussia Dortmund, Borussia Mönchengladbach y Schalke 04 |
| Baja Sajonia                | 2   | Hannover 96 y Wolfsburgo                                                                                                   |
| Baviera                     | 2   | Bayern de Múnich y Núremberg                                                                                               |
| Baden-Wurtemberg            | 1   | Stuttgart |
| Berlín                      | 1   | Hertha Berlín |
| Brandeburgo                 | 1   | Energie Cottbus |
| Bremen                      | 1   | Werder Bremen |
| Hamburgo                    | 1   | Hamburgo |
| Hesse                       | 1   | Eintracht Fráncfort |
| Renania-Palatinado          | 1   | Maguncia 05 |

## Sistema de competición
Los dieciocho equipos se enfrentaron entre sí bajo el sistema de todos contra todos a doble rueda, completando un total de 34 fechas. Las clasificación se estableció a partir de los puntos obtenidos en cada encuentro, otorgando tres por partido ganado, uno por empatado y ninguno en caso de derrota. En caso de igualdad de puntos entre dos o más equipos, se aplicaron, en el mencionado orden, los siguientes criterios de desempate:
1. Mejor diferencia de goles en todo el campeonato;
2. Mayor cantidad de goles a favor en todo el campeonato;
3. Mayor cantidad de puntos en los partidos entre los equipos implicados;
4. Mejor diferencia de goles en los partidos entre los equipos implicados;
5. Mayor cantidad de goles a favor en los partidos entre los equipos implicados.

Al finalizar el campeonato, el equipo ubicado en el primer lugar de la clasificación se consagró campeón y clasificó a la fase de grupos de la Liga de Campeones de la UEFA 2007-08, junto con el subcampeón; el tercero, por su parte, disputó la tercera ronda previa. Asimismo, los equipos que finalizaron el certamen en cuarto y quinto lugar clasificaron a la primera ronda de la Copa de la UEFA 2007-08 junto con el campeón de la Copa de Alemania, mientras que el sexto accedió a la tercera ronda de la Copa Intertoto de la UEFA 2007.
Por otro lado, los equipos que ocuparon los últimos tres puestos de la clasificación —decimosexta, decimoséptima y decimoctava— descendieron de manera directa a la 2. Bundesliga.

## Clasificación
| Pos. | Equipo                   | Pts. | PJ | G  | E  | P  | GF | GC | Dif. | Clasificación 2007-08                        |
| ---- | ------------------------ | ---- | -- | -- | -- | -- | -- | -- | ---- | -------------------------------------------- |
| 1    | Stuttgart (C)            | 70   | 34 | 21 | 7  | 6  | 61 | 37 | +24  | Fase de grupos de la Liga de Campeones       |
| 2    | Schalke 04               | 68   | 34 | 21 | 5  | 8  | 53 | 32 | +21  | Fase de grupos de la Liga de Campeones       |
| 3    | Werder Bremen            | 66   | 34 | 20 | 6  | 8  | 76 | 40 | +36  | Tercera ronda previa de la Liga de Campeones |
| 4    | Bayern Múnich            | 60   | 34 | 18 | 6  | 10 | 55 | 40 | +15  | Primera ronda de la Copa de la UEFA          |
| 5    | Bayer Leverkusen         | 51   | 34 | 15 | 6  | 13 | 54 | 49 | +5   | Primera ronda de la Copa de la UEFA          |
| 6    | Núremberg                | 48   | 34 | 11 | 15 | 8  | 43 | 32 | +11  | Primera ronda de la Copa de la UEFA          |
| 7    | Hamburgo                 | 45   | 34 | 10 | 15 | 9  | 43 | 37 | +6   | Tercera ronda de la Copa Intertoto           |
| 8    | Bochum                   | 45   | 34 | 13 | 6  | 15 | 49 | 50 | −1   |                                              |
| 9    | Borussia Dortmund        | 44   | 34 | 12 | 8  | 14 | 41 | 43 | −2   |                                              |
| 10   | Hertha Berlín            | 44   | 34 | 12 | 8  | 14 | 50 | 55 | −5   |                                              |
| 11   | Hannover 96              | 44   | 34 | 12 | 8  | 14 | 41 | 50 | −9   |                                              |
| 12   | Arminia Bielefeld        | 42   | 34 | 11 | 9  | 14 | 47 | 49 | −2   |                                              |
| 13   | Energie Cottbus          | 41   | 34 | 11 | 8  | 15 | 38 | 49 | −11  |                                              |
| 14   | Eintracht Fráncfort      | 40   | 34 | 9  | 13 | 12 | 46 | 58 | −12  |                                              |
| 15   | Wolfsburgo               | 37   | 34 | 8  | 13 | 13 | 37 | 45 | −8   |                                              |
| 16   | Maguncia 05              | 34   | 34 | 8  | 10 | 16 | 34 | 57 | −23  | Descenso de categoría                        |
| 17   | Alemannia Aquisgrán      | 34   | 34 | 9  | 7  | 18 | 46 | 70 | −24  | Descenso de categoría                        |
| 18   | Borussia Mönchengladbach | 26   | 34 | 6  | 8  | 20 | 23 | 44 | −21  | Descenso de categoría                        |

Actualizado a los partidos jugados el 19 de mayo de 2007.
 Fuente: DFB
1. ↑  Copa de Alemania (CC): Núremberg clasificó a la primera ronda de la Copa de la UEFA como campeón de la Copa de Alemania 2006-07.

| Bundesliga                   |
|                              |
| Campeón Stuttgart 5.º título |

## Resultados
| Local \ Visitante        | ALE | ARM | BAL | BAY | BOC | BOD | BOM | FRA | COT | HAM | HAN | HER | MAI | NUR | SCH | STU | WER | WOL |
| ------------------------ | --- | --- | --- | --- | --- | --- | --- | --- | --- | --- | --- | --- | --- | --- | --- | --- | --- | --- |
| Alemannia Aachen         | —   | 2–0 | 2–3 | 1–0 | 2–1 | 1–4 | 4–2 | 2–3 | 1–2 | 3–3 | 1–4 | 0–4 | 2–1 | 1–1 | 0–1 | 2–4 | 2–2 | 2–2 |
| Arminia Bielefeld        | 5–1 | —   | 0–0 | 2–1 | 1–3 | 1–0 | 0–2 | 2–4 | 3–1 | 1–1 | 3–1 | 2–2 | 1–0 | 3–2 | 0–1 | 2–3 | 3–2 | 0–0 |
| Bayer Leverkusen         | 3–0 | 1–2 | —   | 2–3 | 1–4 | 2–1 | 1–0 | 2–2 | 3–1 | 1–2 | 0–1 | 2–1 | 1–1 | 2–0 | 3–1 | 3–1 | 0–2 | 1–1 |
| Bayern Múnich            | 2–1 | 1–0 | 2–1 | —   | 0–0 | 2–0 | 1–1 | 2–0 | 2–1 | 1–2 | 0–1 | 4–2 | 5–2 | 0–0 | 2–0 | 2–1 | 1–1 | 2–1 |
| Bochum                   | 2–2 | 2–1 | 1–3 | 1–2 | —   | 2–0 | 2–0 | 4–3 | 0–1 | 2–1 | 2–0 | 1–3 | 0–1 | 0–2 | 2–1 | 2–3 | 0–6 | 0–1 |
| Borussia Dortmund        | 0–0 | 1–1 | 1–2 | 3–2 | 1–1 | —   | 1–0 | 2–0 | 2–3 | 1–0 | 2–2 | 1–2 | 1–1 | 0–0 | 2–0 | 0–1 | 0–2 | 1–0 |
| Borussia Mönchengladbach | 0–0 | 1–0 | 0–2 | 1–1 | 0–2 | 1–0 | —   | 1–1 | 2–0 | 0–1 | 0–1 | 3–1 | 1–1 | 0–0 | 0–2 | 0–1 | 2–2 | 3–1 |
| Eintracht Fráncfort      | 4–0 | 0–3 | 3–1 | 1–0 | 0–3 | 1–1 | 1–0 | —   | 1–3 | 2–2 | 2–0 | 1–2 | 0–0 | 2–2 | 1–3 | 0–4 | 2–6 | 0–0 |
| Energie Cottbus          | 0–2 | 2–1 | 2–1 | 0–3 | 0–0 | 2–3 | 3–1 | 0–1 | —   | 2–2 | 0–1 | 2–0 | 2–0 | 1–1 | 2–4 | 0–0 | 0–0 | 3–2 |
| Hamburgo                 | 4–0 | 1–1 | 0–0 | 1–2 | 0–3 | 3–0 | 1–1 | 3–1 | 1–1 | —   | 0–0 | 1–1 | 2–2 | 0–0 | 1–2 | 2–4 | 1–1 | 1–0 |
| Hannover 96              | 0–3 | 1–1 | 1–1 | 1–2 | 0–2 | 4–2 | 1–0 | 1–1 | 2–0 | 0–0 | —   | 5–0 | 1–0 | 0–3 | 1–1 | 1–2 | 2–4 | 2–2 |
| Hertha Berlín            | 2–1 | 1–1 | 2–3 | 2–3 | 3–3 | 0–1 | 2–1 | 1–0 | 0–1 | 2–1 | 4–0 | —   | 1–2 | 2–1 | 2–0 | 2–2 | 1–4 | 2–1 |
| Mainz 05                 | 1–3 | 1–0 | 1–3 | 0–4 | 2–1 | 1–0 | 3–0 | 1–1 | 4–1 | 0–0 | 1–2 | 1–1 | —   | 2–1 | 0–3 | 0–0 | 1–6 | 1–2 |
| Núremberg                | 1–0 | 1–1 | 3–2 | 3–0 | 1–1 | 1–1 | 1–0 | 2–2 | 1–0 | 0–2 | 3–1 | 2–1 | 1–1 | —   | 0–0 | 4–1 | 1–2 | 1–1 |
| Schalke 04               | 2–1 | 2–1 | 0–1 | 2–2 | 2–1 | 3–1 | 2–0 | 1–1 | 2–0 | 0–2 | 2–1 | 2–0 | 4–0 | 1–0 | —   | 1–0 | 2–0 | 2–0 |
| Stuttgart                | 3–1 | 3–2 | 3–0 | 2–0 | 1–0 | 1–3 | 1–0 | 1–1 | 2–1 | 2–0 | 2–1 | 0–0 | 2–0 | 0–3 | 3–0 | —   | 4–1 | 0–0 |
| Werder Bremen            | 3–1 | 3–0 | 2–1 | 3–1 | 3–0 | 1–3 | 3–0 | 1–2 | 1–1 | 0–2 | 3–0 | 3–1 | 2–0 | 1–0 | 0–2 | 2–3 | —   | 2–1 |
| Wolfsburgo               | 1–2 | 2–3 | 3–2 | 1–0 | 3–1 | 0–2 | 1–0 | 2–2 | 0–0 | 1–0 | 1–2 | 0–0 | 3–2 | 1–1 | 2–2 | 1–1 | 0–2 | —   |

## Estadísticas

### Goleadores
| Jugador         | Equipo            | Goles |
| --------------- | ----------------- | ----- |
| Theofanis Gekas | Bochum            | 20    |
| Alexander Frei  | Borussia Dortmund | 16    |
| Roy Makaay      | Bayern de Múnich  | 16    |
| Kevin Kurányi   | Schalke 04        | 15    |
| Mario Gómez     | Stuttgart         | 14    |
| Marko Pantelić  | Hertha Berlín     | 14    |
| Sergiu Radu     | Energie Cottbus   | 14    |
| Mohamed Zidan   | Maguncia 05       | 14    |
| Claudio Pizarro | Bayern Múnich     | 10    |